# Walckenaeria kabyliana
Walckenaeria kabyliana là một loài nhện trong họ Linyphiidae.
Loài này thuộc chi Walckenaeria. Walckenaeria kabyliana được Robert Bosmans miêu tả năm 1993.